# ویکی‌پدیای آلمانیش
ویکی‌پدیای آلمانیش نسخه آلمانیش وب‌گاه ویکی‌پدیا است.  زبان آلمانیش تا ۲۸ اوت ۲۰۱۱ بابیش‌از ۱۰٬۱۰۰ مقاله در رده یکصدوچهارم ویکی‌پدیاها قرار گرفته‌است.